# En verdensomsejling under havet
En verdensomsejling under havet (fransk: Vingt mille lieues sous les mers) er en klassisk science fiction-roman af den franske forfatter Jules Verne og udgivet i 1869. Den fortæller historien om kaptajn Nemo og hans undervandsbåd "Nautilus" set fra professor Pierre Aronnax's perspektiv. Den første illustrerede version (ikke den originale udgave, som ikke havde nogen illustrationer) blev udgivet af Hetzel, og indeholder et antal illustrationer af Alphonse de Neuville og Édouard Riou.

## Titel
Den franske originaltitel, som betyder 20.000 mil under havene, refererer til den distance, der tilbagelægges i romanen, og ikke til en dybde, da 20.000 franske mil er mere end 2,5 gange Jordens omkreds. Den største dybde, som nævnes i bogen, er 4 mil. "Havene" i flertal antyder "de syv have", som romanens personer rejser igennem.

## Handling
Da historien begynder i 1866, bliver et mystisk søuhyre, som vist er en gigantisk narhval, set fra skibe af flere nationer; en oceandamper bliver også beskadiget af væsenet. De Forenede Staters regering udruster en ekspedition i New York City for at finde og ødelægge uhyret. Professor Pierre Aronnax, en kendt fransk marinbiolog og historiens fortæller, som tilfældigvis er i New York, modtager i sidste øjeblik en invitation til at deltage i ekspeditionen. Den canadiske mesterharpunkaster Ned Land og Aronnax's trofaste assistent Conseil bringes også om bord.
Ekspeditionen sætter sejl fra Brooklyn om bord på krigsskibet "Abraham Lincoln", som via spidsen af Sydamerika sejler ud i Stillehavet. Efter lang tids forgæves eftersøgning bliver uhyret fundet, og "Lincoln" går til angreb. Under kampen beskadiges dets ror, og de tre hovedpersoner kastes overbord. De strander på væsenets "hud" blot for at opdage, at det er en stor metalkonstruktion. De bliver hurtigt taget til fange og bragt ind i fartøjet, hvor de møder dets gådefulde skaber og kaptajn, kaptajn Nemo (et navn, som betyder "ingen" på latin, og er hentet fra Odysseens beretning om kyklopen, der spurgte Odysseus om, hvad han hed, og fik "ingen" til svar).
Nu følger hovedpersonernes oplevelser om bord på undervandsbåden "Nautilus", som blev bygget i hemmelighed, og nu sejler på havene fri for enhver regering. Historien er skrevet årtier før ubåde af en sådan størrelse og anvendelighed var en realitet. Kaptajn Nemos motiv er nok både en videnskabelig tørst og et ønske om hævn over civilisationen. Han forklarer, at ubåden drives elektrisk, og er udstyret til havbiologisk forskning; han fortæller også sine nye passagerer, at han er glad for at have en ekspert som Arronax om bord, men at de aldrig vil kunne forlade skibet, fordi han er bange for, at de vil afsløre hans eksistens. Arronax er helt opslugt af de undersøiske udsigter, men Land planlægger at flygte.
Deres rejse fører dem til mange steder i verdenshavene. Jules Verne kendte nogle af dem fra virkelige rejseberetninger, mens andre er fri fantasi. De rejsende oplever koraller i det Røde Hav, vragene fra slaget i Vigobugten, de antarktiske isflader og det opdigtede sunkne Atlantis. De rejsende ifører sig dykkerdragter for at gå på undersøiske ekspeditioner, hvor de jager hajer og andre havdyr med særlige skydevåben, og holder en undersøisk begravelse for et besætningsmedlem, som dør efter en ulykke i "Nautilus". Da "Nautilus" vender tilbage til Atlanterhavet, angriber en flok kæmpeblæksprutter fartøjet og dræber et besætningsmedlem. Kort efter bliver de forfulgt og angrebet af et mystisk skib. Nemo ignorerer Aronnax's bønner om nåde for skibet, og angriber det under vandlinjen. Han sender det til havets bund med mand og mus, mens Aronnax ser til.
Nemo bøjer sig mod billederne af sin kone og børn. Dybt deprimeret lader han "frivilligt eller ufrivilligt" ubåden drive ind i "Malstrømmen", et system af voldsomme havstrømme ved Lofoten i Norge. Det giver de tre fanger mulighed for at undslippe; de redder sig i land, mens kaptajn Nemo og hans besætnings skæbne ikke afsløres.
"Malstrømmen", som vel er Moskstraumen, forekommer ligeledes i Edgar Allan Poes spændingsnovelle fra 1841 kaldt A Descent into the Maelstrom; mens den i Herman Melvilles roman Moby Dick fra 1851 er et landemærke på linje med Kap Horn.
Professoren, hans tjener og Land ligger klare til flugt i redningsbåden, da panikken bryder ud: "Malstrømmen! Malstrømmen! råbtes der. Malstrømmen! Et mere frygteligt ord kunne i denne kritiske situation ikke have nået vore ører. Vi var altså kommet til dette farlige sted ved Norges kyst? Var "Nautilus" revet med ud i denne afgrund, netop i det øjeblik, da vi ville løsgøre båden fra den? Vi vidste, at når højvandet kommer, presser det vandet ind mellem Lofotens øer med sådan kraft, at der opstår som en hvirvlende fos, som intet fartøj kan komme gennem. Bølgernes kraft er så vældig, at den mærkes i en omkreds af femten kilometer, og stedet kaldes med rette "Oceanets navle"." I virkeligheden er malstrømmens omfang langt mindre, og det passer ikke, når Jules Verne lader malstrømmen indfange hvaler og isbjørne, som i Norge kun findes på Svalbard.
Aronnax slår hovedet mod en jernbolt, og kommer først til bevidsthed hjemme hos en fisker på en af øerne i Lofoten, med Conseil og Land ved sin side. I sit slutord undres han på, om folk vil tro på hans beretning.